# Watapur (huyện)
Wata Pur là một huyện thuộc tỉnh Konar, Afghanistan. Dân số thời điểm năm 1999 là -17,2 người.